# 维拉弗洛尔
维拉弗洛尔是巴西北大河州的一个市镇。总面积47.656平方公里，总人口2699人，人口密度56.6人/平方公里。